# (38836) 2000 SS19
2000 SS19 (asteroide 38836) é um asteroide da cintura principal. Possui uma excentricidade de 0.10557960 e uma inclinação de 11.32713º.
Este asteroide foi descoberto no dia 23 de setembro de 2000 por LINEAR em Socorro.